# (23520) Ludwigbechstein
(23520) Ludwigbechstein (1992 SM26) – planetoida z pasa głównego asteroid okrążająca Słońce w ciągu 3,5 lat w średniej odległości 2,31 j.a. Odkryta 23 września 1992 roku.